# Madeline Sharafian
Madeline Sharafian est une réalisatrice, scénariste et animatrice américaine née le 1er février 1993 à Alameda en Californie. Elle est principalement connue pour son travail chez Pixar Animation Studios, notamment la réalisation du court métrage Mon terrier en 2020 et du long métrage Elio en 2025.

## Filmographie

### Réalisatrice
- 2013 : Omelette (court métrage)
- 2016 : Ours pour un et un pour t'ours (We Bare Bears) (1 épisode : Goodnight Ice Bear)
- 2020 : Mon terrier (Burrow) (court métrage)
- 2025 : Elio coréalisé avec Adrian Molina et Domee Shi

### Scénariste
- 2013 : Omelette d'elle-même (court métrage)
- 2015-2017 : Ours pour un et un pour t'ours (We Bare Bears) (série télévisée) (21 épisodes)
- 2020 : Mon terrier (Burrow) (court métrage)
- 2025 : Elio d'Adrian Molina, Domee Shi et elle-même

### Storyboardeuse
- 2014-2016 : Ours pour un et un pour t'ours (We Bare Bears) (série télévisée) (17 épisodes)
- 2017 : Coco de Lee Unkrich et Adrian Molina
- 2017 : Dante's Lunch de Jason Katz (court métrage)
- 2022 : Alerte rouge (Turning Red) de Domee Shi

### Animatrice
- 2017 : Weekends de Trevor Jimenez (court métrage)
- 2017 : Coco de Lee Unkrich et Adrian Molina
- 2020 : En avant (Onward) de Dan Scanlon
- 2020 : Mon terrier (Burrow) d'elle-même (court métrage)
- 2022 : Alerte rouge (Turning Red) de Domee Shi